# Ellen Dorrit Petersen
Ellen Dorrit Petersen (Tau, 4 december 1975) is een Noors actrice.

## Biografie
Ellen Dorrit Petersen werd in 1975 geboren in de provincie Rogaland en woont in Oslo. Ze studeerde aan de Kunsthøgskolen i Oslo en was van 2005 tot 2006 verbonden aan het Rogaland Teater en vanaf 2006 bij Det Norske Teatret. 
Petersen werd in 2009 bekroond met de Amandaprisen voor beste actrice voor haar rol in Iskyss en nogmaals in 2014 voor haar rol in Blind. Ze speelde in 2012 een belangrijke rol als diplomaatsdochter in de Noorse televisieserie Erobreren, gebaseerd op de trilogie van Jan Kjærstad, Forføreren (De verleider), Erobreren (De veroveraar) en Oppdageren (De ontdekker).

## Filmografie
- 2017: Thelma - Unni
- 2017: Grenseland - Anniken
- 2016: Aber Bergen - Elea
- 2015-2016: Frikjent (televisieserie) - Inger
- 2014: Blind - Ingrid
- 2012: Erobreren (televisieserie) – Margrete Broch Wergeland
- 2010: Pax – Kathrine
- 2010: Kongen av Bastøy – Astrid
- 2010: Fjellet – Solveig
- 2008: DeUSYNLIGE – Anna
- 2008: Iskyss – Gudrun Galtung Haavik

## Prijzen en nominaties
De belangrijkste:
| Jaar | Prijs        | Categorie     | Film    | Uitslag     |
| ---- | ------------ | ------------- | ------- | ----------- |
| 2014 | Amandaprisen | Beste actrice | Blind   | Gewonnen    |
| 2011 | Amandaprisen | Beste actrice | Fjellet | Genomineerd |
| 2009 | Amandaprisen | Beste actrice | Iskyss  | Gewonnen    |